# Girolamo da Raggiolo
Girolamo da Raggiolo, detto Girolamo Radiolense (Raggiolo, 1435 circa – 1500 circa), è stato un religioso e letterato italiano, agiografo alla corte di Lorenzo il Magnifico.

## Biografia
Proveniente dal borgo casentinese di Raggiolo, Girolamo si fece monaco vallombrosano. Possedeva un'ottima cultura classica, ed entrò a far parte della corte di letterati di Lorenzo de' Medici, con cui pare fosse in particolare confidenza.
Girolamo da Raggiolo è principalmente ricordato come autore di numerose vite di santi, come la Miracula s. Iohannis Gualberti su Giovanni Gualberto (dedicata al Magnifico) e il Liber de Vallumbrosanae religionis beatis, composto come compendio di brevi agiografie per il signore di Firenze e dove parla, tra gli altri, di Atto di Pistoia e di Berta di Cavriglia. Nei suoi scritti, oltre ad esaltare le figure dei santi, Girolamo descrive anche con vividezza episodi sovrannaturali come possessioni demoniache ed esorcismi; gli scritti di Girolamo Radiolense sono importanti soprattutto come testimonianze del cristianesimo toscano medievale, poiché spesso sono gli unici a ricordare figure di santi locali altrimenti dimenticate.